# Синчівка жовточерева

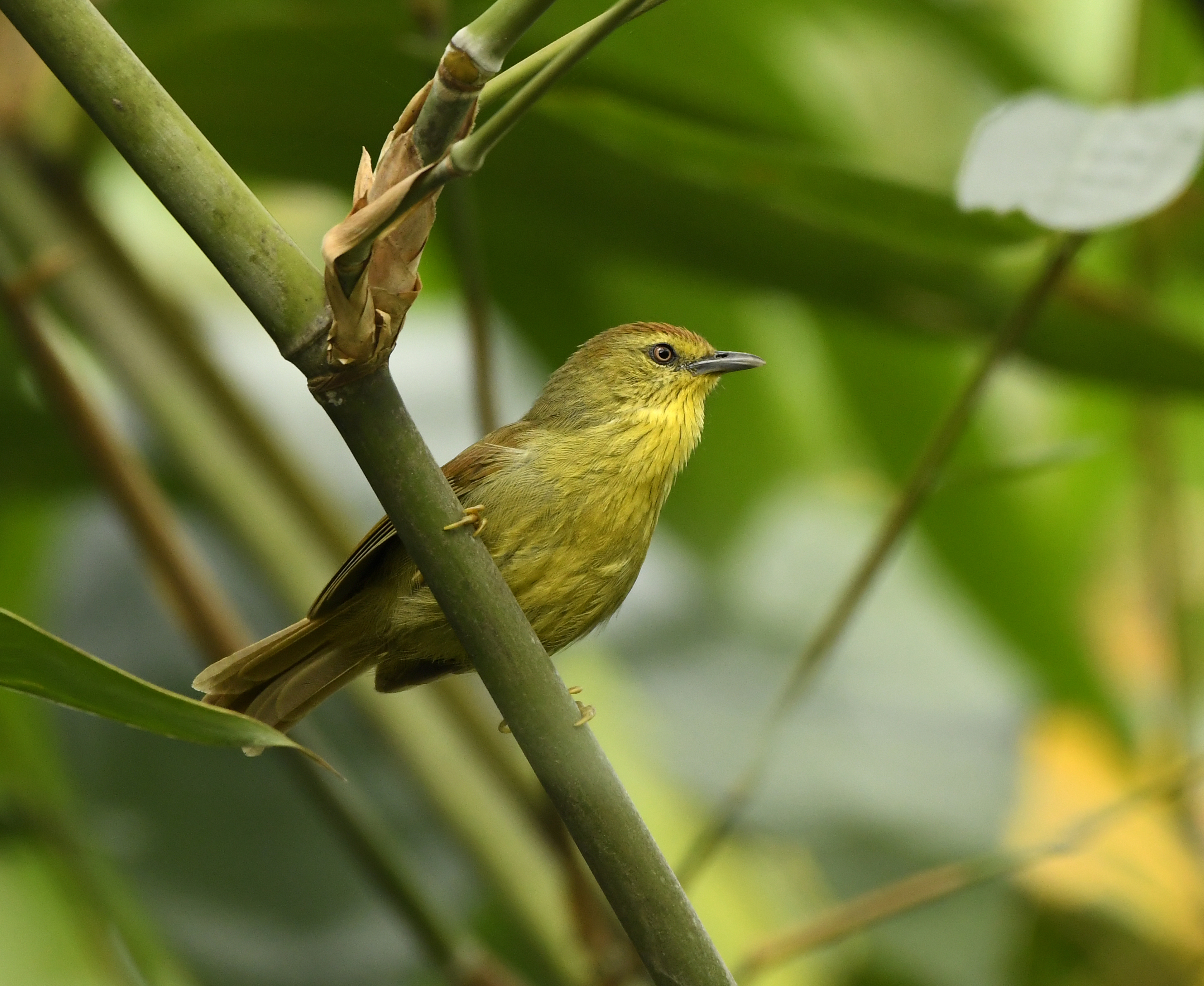
Жовточерева синчівка (Національний парк Казіранґа)

Синчі́вка жовточерева (Mixornis gularis) — вид горобцеподібних птахів родини тимелієвих (Timaliidae). Мешкає в Південній і Південно-Східної Азії. Виділяють низку підвидів. Вид описаний в 1822 році американським натуралістом Томасом Горсфілдом під біноміальною назвою Timalia gularis на основі екземплярів, зібраних на Суматрі

## Опис
Довжина птаха становить 11-14 см. Верхня частина тіла коричнева, голова каштанова, нижня частина тіла світло-жовта, поцяткована чорними смужками. Очі жовтуваті.

## Підвиди
Виділяють тринадцять підвидів:
- M. g. rubicapilla (Tickell, 1833) — Гімалаї і схід центральної Індії;
- M. g. ticehursti Stresemann & Heinrich, 1940 — західна М'янма;
- M. g. sulphureus (Rippon, 1900) — східна М'янма, західний Таїланд і південно-західний Юньнань;
- M. g. lutescens Delacour, 1926 — південно-східний Юньнань, північний і північно-східний Таїланд, північний Індокитай;
- M. g. kinneari Delacour & Jabouille, 1924 — центральний В'єтнам;
- M. g. saraburiensis (Deignan, 1956) — схід центрального Таїланду і західна Камбоджа;
- M. g. versuricola Oberholser, 1922 — східна Камбоджа і південний В'єтнам;
- M. g. condorensis Robinson, 1921 — острів Коншон (В'єтнам);
- M. g. connectens (Kloss, 1918) — гори Тенассерім[en], узбережжя Сіамської затоки;
- M. g. archipelagicus Oberholser, 1922 — острови Мьєй[en];
- M. g. inveteratus Oberholser, 1922 — острови Сіамської затоки;
- M. g. gularis (Horsfield, 1822) — південь Малайського півострова, Суматра і сусідні острови;
- M. g. woodi Sharpe, 1877 — Палаван.

## Поширення і екологія
Жовточереві синчівки мешкають в Непалі, Бутані, Індії, Бангладеш, М'янмі, Китаї, Таїланді, В'єтнамі, Лаосі, Камбоджі, Малайзії, Індонезії та на Філіппінах. Вони живуть в тропічних лісах, на болотах і в чагарникових заростях, в садах і на плантаціях. Зустрічаються на висоті до 1525 м над рівнем моря.